# Фотон-М3
«Фотон М-3» — российский научно-исследовательский спутник весом около 6,5 тонн серии «Фотон-М», разработан и изготовлен в ГНПРКЦ «ЦСКБ-Прогресс».
Запуск космического аппарата состоялся 14 сентября 2007 года с космодрома Байконур. Длительность полета составляла 12 суток. КА предназначен для проведения экспериментов в области биологии, физиологии, космической технологии и биотехнологии в условиях микрогравитации.
При участии ГНЦ РФ — Института медико-биологических проблем РАН была изготовлена аппаратура и разработана программа экспериментов.
26 сентября в 11:57 по московскому времени полёт был завершен.

### Запланированная научная программа
Научная программа космического аппарата подразумевает проведение ряда экспериментов:
- Эксперимент «Плазмида» — изучение влияния факторов космического полета на стабильность бактериального генома.
- Эксперимент «Рецептор» — исследование влияния невесомости на поведение и чувствительность рецепторов статоцистов. Эксперимент проводился на 20 виноградных улитках.
- Эксперимент «Геккон»
- Эксперимент «Бабочка»
- Эксперимент «Арахис»
- Эксперименте «Шелкопряд»
- Эксперимент «Адаптация»[4]

25 сентября ориентировочно в 11.55 по московскому времени в Казахстане в районе города Державинска приземлилась микрокапсула Fotino с первыми результатами экспериментов на спутнике «Фотон М-3». Fotino сначала отделилась от спутника и спустилась на тридцатикилометровом тросе из полиэтилена.
Глава представительства Европейского космического агентства (ЕКА) в России Кристиан Файхтингер заявил: «В рамках полета биоспутника со стороны ЕКА было проведено 43 эксперимента. Из 650 килограммов полезной нагрузки „Фотона“ более 400 килограммов пришлось на результаты экспериментов ЕКА. Все эксперименты были проведены успешно, все прошло штатно».